# Synagoge Duisburg

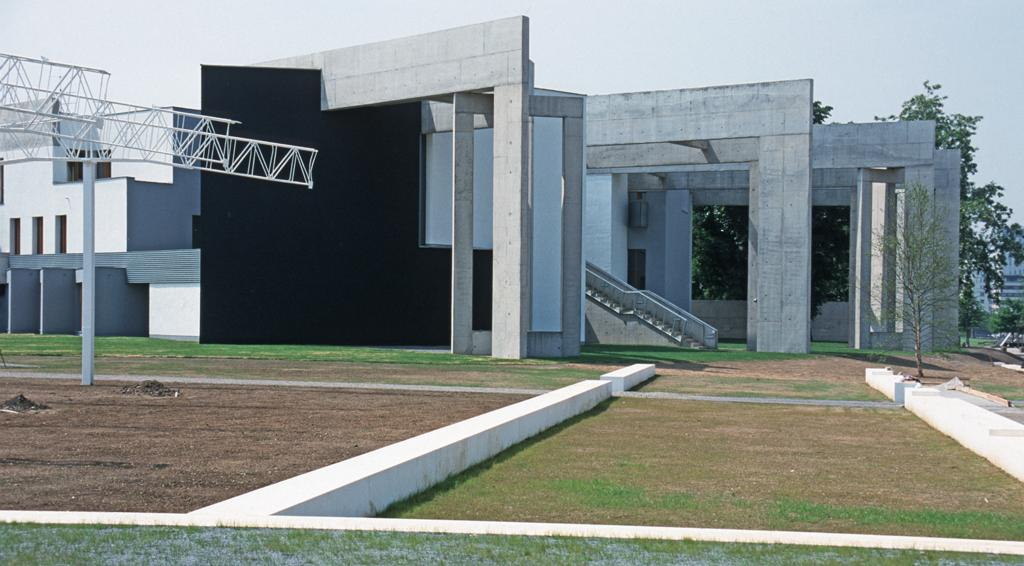
Synagoge und Gemeindezentrum der Jüdischen Gemeinde Duisburg-Mülheim/Ruhr-Oberhausen, im Duisburger Innenhafen

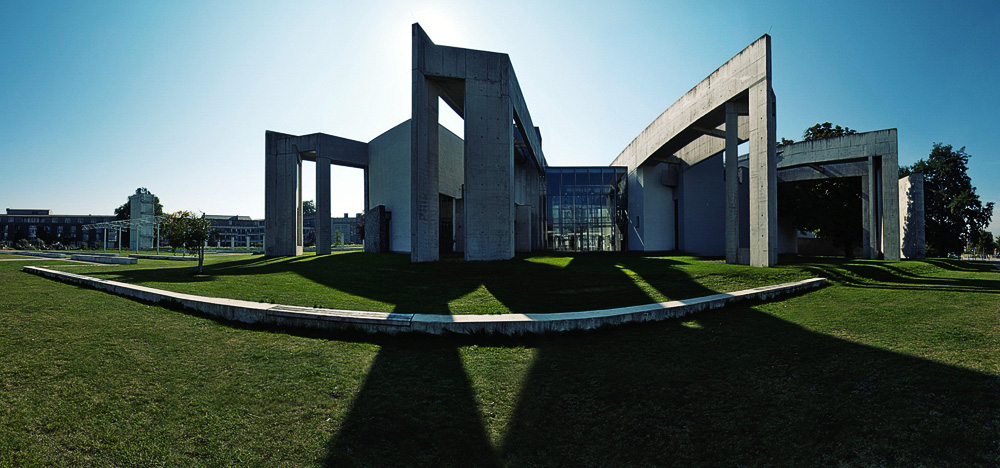
Einblick zwischen die fünf Betonmauern

Die Duisburger Synagoge wurde nach Plänen des Architekten Zvi Hecker errichtet. Nach mehr als zwei Jahren Bauzeit wurde sie am 21. Februar 1999 eingeweiht. Für die über 2.800 Mitglieder ist sie das Zentrum der Jüdischen Gemeinde Duisburg-Mülheim/Ruhr-Oberhausen.

## Geschichte

### Frühere Synagogen in Duisburg
Die Geschichte der jüdischen Gemeinde in Duisburg lässt sich bis ins Jahr 1793 zurückverfolgen. Die erste Synagoge der Stadt befand sich am Burgplatz im Haus eines Leiser Moses.
1826 weihte die jüdische Gemeinde das alte Anatomiegebäude der Universität zur Umnutzung als Synagoge ein.
Am 6. März 1875 ließ die Gemeinde eine neue, dritte Synagoge an der Duisburger Junkernstraße errichten. Sie wurde ebenso wie zwei andere Gebetsräume in den Stadtteilen Hamborn und Ruhrort während der Pogrome am 9. November 1938 von den Nationalsozialisten niedergebrannt. Der nationalsozialistische Oberbürgermeister Hermann Freytag forderte daraufhin die jüdische Gemeinde in Duisburg auf, das bis auf die Grundmauern ausgebrannte Gotteshaus abzureißen.
Ab 1960 feierte die kleine Duisburger Gemeinde der Überlebenden der Schoa ihre Gottesdienste in der Synagoge in der Kampstraße in Mülheim an der Ruhr, zusammen mit der dortigen jüdischen Gemeinde und den Juden aus Oberhausen.

### Wachstum der Gemeinde seit den 1990er Jahren
Die Gemeinde erfuhr in den 1990er Jahren durch die Zuwanderung von Juden aus den Nachfolgestaaten der Sowjetunion ein starkes Wachstum. Infolgedessen reichte die kleine Synagoge in Mülheim nicht mehr aus. Der Neubau eines größeren Gemeindezentrums wurde notwendig. Finanziert wurde der Neubau zu je einem Drittel von der Jüdischen Gemeinde Duisburg, den drei Städten Duisburg, Mülheim an der Ruhr und Oberhausen sowie dem Land Nordrhein-Westfalen.
Die am Innenhafen Duisburg errichtete vierte Duisburger Synagoge gibt – durch die Ausrichtung einer ihrer Achsen – architektonische Verweise auf diese dritte, große Duisburger Synagoge, die sich in unmittelbarer Nähe des heutigen Standorts befand.

## Architektur

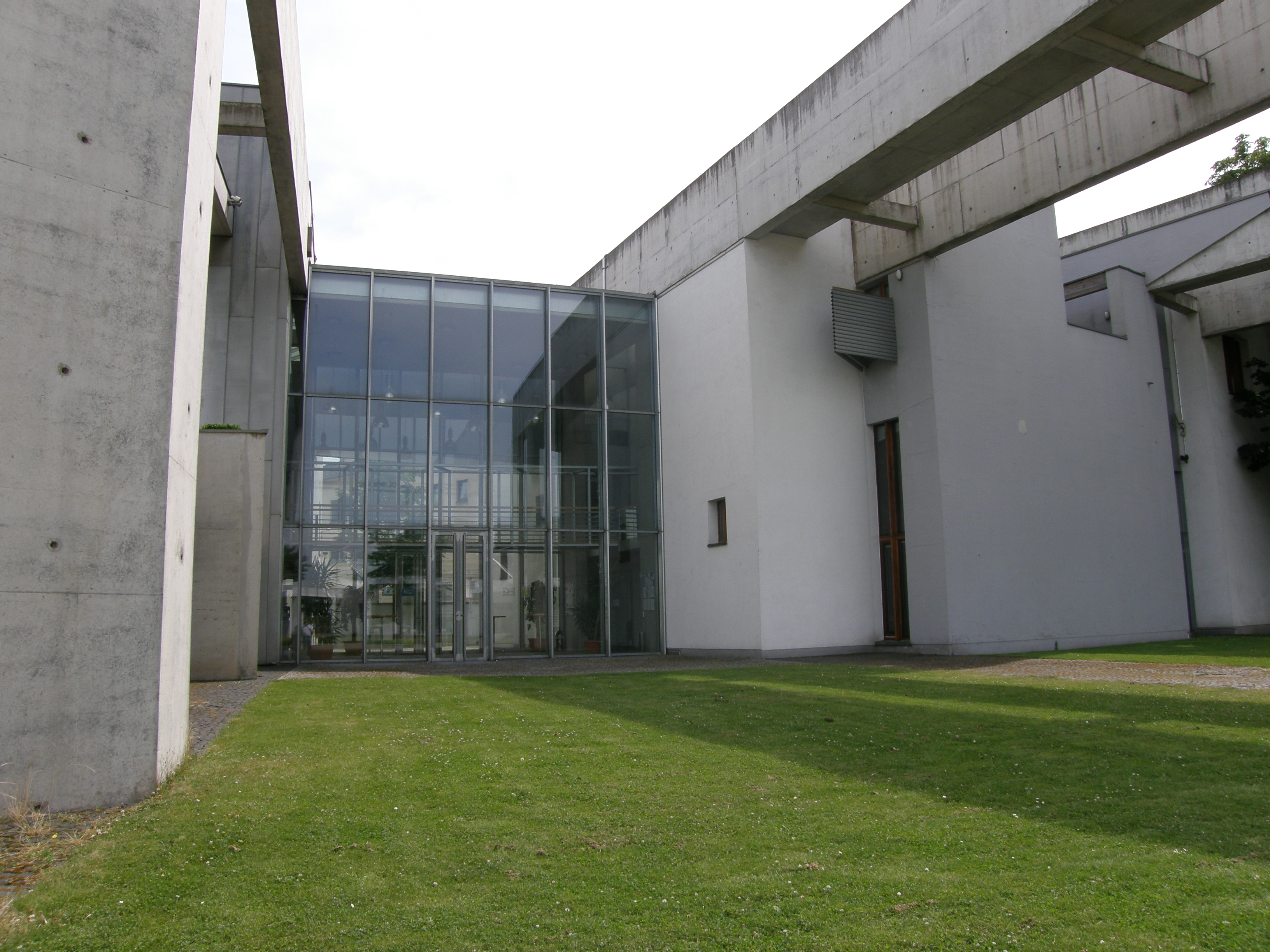
Das Glasatrium

Die monolithisch geprägte Synagoge hat die Form eines aufgefächerten Buches, wobei sie stilistisch die Form eines Sterns mit der Form einer Buchseite verbindet. Die Nutzfläche beträgt etwa 1.600 m², aufgeteilt auf die eigentliche – mit der Stirnwand nach Osten zeigende – Synagoge und einen, durch ein Glasatrium verbundenen, großen Saal mit Bühne. Zusätzlich gibt es eine Bibliothek, Büros, Klassenräume, drei Wohnungen und die Räume des Kinder- und Jugendzentrums. Die fünf unverputzten Stahlbetonbögen nehmen vielfältigen Bezug zur jüdischen Kultur und Geschichte, unter anderem zum Pentateuch und zu den fünf Standorten der Gemeinde ab dem 13. Jahrhundert in Duisburg. Sie können auch als die fünf Finger einer offenen Hand interpretiert werden, die die Offenheit des Judentums symbolisieren. Einige Dächer der Synagoge sind begrünt und korrespondieren mit dem benachbarten Garten der Erinnerung des israelischen Künstlers Dani Karavan.
Gegenüber liegt der Yitzhak-Rabin-Platz, den seine Witwe Leah Rabin mit den Worten eröffnete: „Auf einem Platz ist mein Mann ermordet worden, hier ist der Platz, der für Versöhnung steht.“

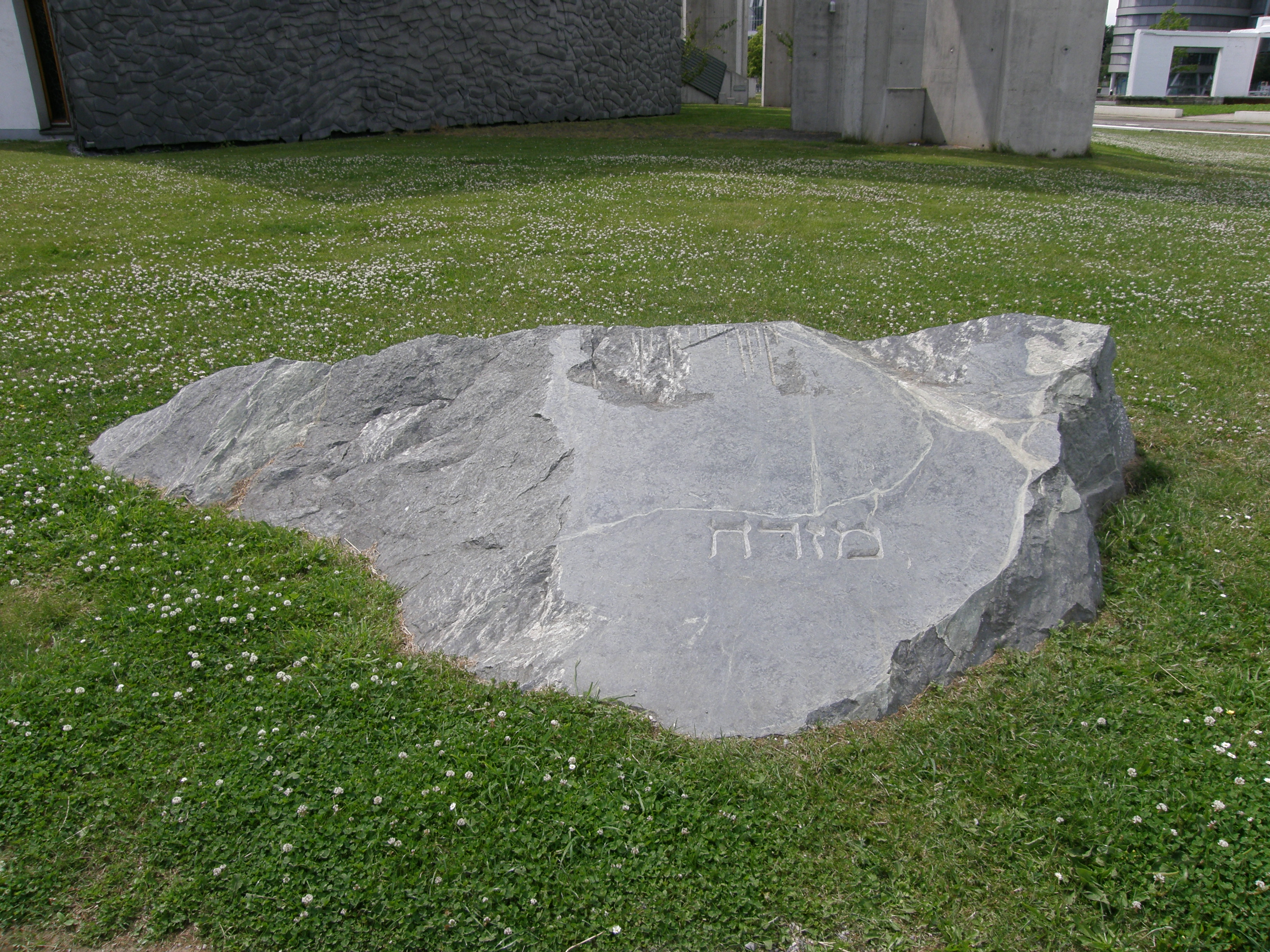
Misrachstein

## Fest des jüdischen Buches
Das 2006 ins Leben gerufene Fest des jüdischen Buches will Aspekte der jüdischen Literatur im weitesten Sinne möglichst breit darstellen. So wird sowohl jüdischen als auch nicht-jüdischen Menschen ein Einblick in diese Welt ermöglicht. Und weil die Architektur dieser Synagoge selbst ein „offenes Buch“ darstellt, scheint das Gebäude fast prädestiniert dafür zu sein. Das Fest des jüdischen Buches findet üblicherweise im März statt. 2009 las Gilles Rozier in dem Bereich, der der Frankophonie gewidmet ist, teilweise auf Jiddisch. Robert Schindel trug Gedichte aus seinem Lyrikband Wundwurzel vor. 2010 war Vladimir Vertlib zum wiederholten Male dabei; auch Oleg Jurjew las.

## Familien- und Jugendarbeit
Das Engagement im Bereich der Familien- und Jugendarbeit der Jüdischen Gemeinde Duisburg-Mülheim/Ruhr-Oberhausen erstreckt sich auf alle drei Mitgliedsstädte. In den Räumen des Gemeindezentrums in Duisburg ist sowohl das Büro mit der Geschäftsleitung als auch das Kinder- und Jugendzentrum Tikwatejnu beheimatet. Tikwatejnu ist Hebräisch und bedeutet übersetzt „Unsere Hoffnung“.